# Clavijo
Clavijo é um município da Espanha 
na província e comunidade autónoma de La Rioja, de área 19,66 km² com população de 294 habitantes (2007) e densidade populacional de 12,13 hab/km².

## Demografia
| Variação demográfica do município entre 1991 e 2004 | Variação demográfica do município entre 1991 e 2004 | Variação demográfica do município entre 1991 e 2004 | Variação demográfica do município entre 1991 e 2004 |
| --------------------------------------------------- | --------------------------------------------------- | --------------------------------------------------- | --------------------------------------------------- |
| 1991                                                | 1996                                                | 2001                                                | 2004                                                |
| 200                                                 | 202                                                 | 228                                                 | 239                                                 |